# Rumunia na Letnich Igrzyskach Olimpijskich 1988
Rumunię na Letnich Igrzyskach Olimpijskich 1988 w Seulu reprezentowało 68 zawodników w tym 36 kobiet. Najstarszym zawodnikiem był Ladislau Lovrenschi (56 lat), a najmłodszym była Gabriela Potorac (15 lat)

## Zdobyte medale
| Medal  | Zawodnik | Dyscyplina sportowa  | Konkurencja            |
| ------ | --- | -------------------- | ---------------------- |
| Złoto  | Paula Ivan | Lekkoatletyka        | Bieg na 1500 m         |
| Złoto  | Daniela Silivaș | Gimnastyka           | Ćwiczenia na podłodze  |
| Złoto  | Daniela Silivaș | Gimnastyka           | Poręcz                 |
| Złoto  | Daniela Silivaș | Gimnastyka           | Równoważnia            |
| Złoto  | Rodica Arba Olga Homeghi | Wioślarstwo          |                        |
| Złoto  | Sorin Babii | Strzelectwo          |                        |
| Złoto  | Vasile Pușcașu | Zapasy               | – 100 kg (Styl wolny)  |
| Srebro | Paula Ivan | Lekkoatletyka        | Bieg na 3000 m         |
| Srebro | Daniel Dumitrescu | Boks                 | Piórkowa (54-57 kg)    |
| Srebro | Daniela Silivaș | Gimnastyka           | Wielobój indywidualnie |
| Srebro | Gabriela Potorac | Gimnastyka           | Skok                   |
| Srebro | Aurelia Dobre Eugenia Golea Celestina Popa Gabriela Potorac Daniela Silivaș Camelia Voinea                                         | Gimnastyka           | Wielobój drużynowo     |
| Srebro | Dănuț Dobre Dragoș Neagu | Wioślarstwo          |                        |
| Srebro | Ladislau Lovrenschi Valentin Robu Ioan Șnep Vasile Tomoiagă                                                                        | Wioślarstwo          | Czwórka bez sternika   |
| Srebro | Veronica Cochelea Elisabeta Lipă                                                                                                   | Wioślarstwo          |                        |
| Srebro | Doina Bălan Mărioara Trașcă Veronica Necula Herta Anitaș Adriana Bazon Mihaela Armășescu Rodica Arba Olga Homeghi Ecaterina Oancia | Wioślarstwo          | Ósemka ze sternikiem   |
| Srebro | Noemi Lung | Pływanie             | 400 m                  |
| Srebro | Nicu Vlad | Podnoszenie ciężarów | 100 kg                 |
| Brąz   | Marius Gherman | Gimnastyka           | Drążek                 |
| Brąz   | Daniela Silivaș | Gimnastyka           | Skok                   |
| Brąz   | Gabriela Potorac | Gimnastyka           | Równoważnia            |
| Brąz   | Veronica Cochelea Elisabeta Lipă Anisoara Dobre-Balan                                                                              | Wioślarstwo          |                        |
| Brąz   | Doina Bălan Mărioara Trașcă Veronica Necula Herta Anitaș Ecaterina Oancia                                                          | Wioślarstwo          |                        |
| Brąz   | Noemi Lung | Pływanie             | 200m                   |